# 기요노촌 (나가노현)
기요노촌(일본어: 清野村)은 일본 나가노현 하니시나군에 있던 촌이다.  현재의 나가노시 마쓰시로 기요노・마쓰시로 이와노에 해당한다.

## 역사
- 1889년 4월 1일 - 정촌제 시행에 의해 하니시나군 기요노촌이 성립하였다.
- 1951년 4월 3일 - 마쓰시로정, 히가시조촌과 합병해 새로운 마쓰시로정이 성립하여, 동일 기요노촌은 폐지되었다.

## 교통

### 철도
- 나가노 전철
  - 가토선

### 도로
- 다니 가도(현 국도 국도 제403호선)

## 참고문헌
- 角川日本地名大辞典 20 長野県